# Steenstrontjesmos
Het steenstrontjesmos (Buellia aethalea) is een korstmos uit de familie Caliciaceae. Het komt algemeen voor op basalt, soms ook op baksteen en graniet.

## Kenmerken
Het steenstrontjesmos heeft een glad thallus, omgrensd door een zwart prothallus. Apothecia zijn zwart, puntvormig en in schaakbordpatroon in het thallus ingezonken.
Het lijkt op de donker landkaartmos (Rhizocarpon reductum) maar deze heeft grotere apothecia en een meer bruingrijze kleur.

## Verspreiding
Het steenstrontjesmos is in Nederland een vrij algemene soort.